# Sat Čurmit-Dažy
Sat Čurmit-Dažy Sany-Širi oglu (24. listopadu 1894 – 16. října 1938 Kyzyl) byl tuvinský státník, předseda rady ministrů lidové republiky Tannu-Tuva (1936–1938), oběť politické represe.
Pravopis jména kolísá, dobovou latinkou uváděn Gyrmit Taƶi, také Sat Cyrmet-Таƶь Sanь-Şiri oglu, také Čurmit-Taži.

## Životopis
Pocházel z rodiny feudála, získal buddhistické vzdělání v klášteře Organ-Oolet v Mongolsku. Znal dobře staré mongolské a tibetské písemnictví a v předrevoluční Tuvě tak byl jedním z nejvzdělanějších lidí.
Byl lámou kláštera Üstüü-Chüree. Od srpna 1921 se aktivně podílel na řízení Dzun-chemčiského chošúnu.
Členem Tuvinské lidové revoluční strany (TLRS) byl od roku 1923, záhy se stal členem prezidia ústředního výboru strany. V červenci 1925 byl rozhodnutím ústředního výboru o zřízení Oddělení státní vnitřní politické ochrany jmenován vedoucím oddělení.
V roce 1927 byl jmenován do funkce ministra vnitra Tuvinské lidové republiky (první ministr vnitra Tuvy). Od roku 1929 byl tajemníkem ústředního výboru TLRS.
V letech 1936–1938 byl předsedou vlády Tuvy a zastával funkci ministra zahraničních věcí.

## Význam
Velkou měrou přispěl k vytvoření a rozvoji prvního státu v historii Tuvy.
V roce 1929 svolal státní komisi pro vytvoření tuvinského písma. Čurmit-Dažy oznámil vytvoření prvního vědeckého komitétu TLR (Ertem komitedi). V rámci činnosti komise vytvořil láma Monguš Lopsan-Čimit první národní písmo (latinku) založené na novoturecké latince. Podpisem Čurmit-Dažyho v roce 1930 bylo schváleno, byla zavedena a schválena první národní měna „akša“. V historii Tuvy se Čurmit-Dažy stal prvním z vůdců TLR, kteří poskytli rozhovory zahraničním novinářům.
Důsledně prosazoval revoluční transformaci v Tuvě. Zároveň se postavil proti násilným metodám kolektivizace aratských statků, bezmyšlenkovitému kopírování sovětského modelu budování socialismu. Postavil se proti vymýcení náboženského cítění a víry aratských mas a ničení klášterů. Naopak i v době po stalinském puči (po kterém byl popraven Donduk Kuular) dal v roce 1936 povolení k otevření čtyř dříve uzavřených buddhistických chrámů v Tuvě. Ve svých projevech poznamenal, že základem ekonomiky Tuvy je chov skotu.
Za vynikající služby při posilování nezávislosti a rozvoje TLR byl vyznamenán Řádem republiky.
V říjnu 1938 bylo devět členů vlády v čele s Čurmit-Dažym odsouzeno k trestu smrti a konfiskaci majetku rozhodnutím mimořádného veřejného soudu prezidia Malého churalu na základě obvinění z kontrarevolučních aktivit, vytvoření „kontrarevoluční špionážní organizace“, která jednala ve prospěch imperialistického Japonska. 16. října 1938 byl v blízkosti Kyzylu zastřelen jako „hlava kontrarevoluční špionážní organizace“. Tento případ se zapsal do historie Tuvy jako „Případ devíti“.